# Necrosi papillare renale
La necrosi papillare renale è un fenomeno patologico che può colpire i reni, caratterizzato dalla necrosi delle papille renali. Rappresenta la lesione istologica tipica della nefropatia da analgesici, pur potendo essere associata ad altre condizioni patologiche come il diabete mellito.

## Cause
Ogni condizione che comporti ischemia renale, come l'anemia falciforme, l'abuso di analgesici, il diabete mellito e la pielonefrite severa, può indurre questo quadro patologico.
Per ricordare le cause principali di necrosi papillare, in lingua inglese si utilizza l'acronimo POSTCARDS, ovvero pyelonephritis, obstruction of the urogenital tract, sickle cell disease, tuberculosis, chronic liver disease, analgesia/alcohol abuse, renal transplant rejection, diabetes mellitus, systemic vasculitis (pielonefrite, ostruzione del tratto urogenitale, anemia falciforme, tubercolosi, malattie croniche del fegato, abuso di analgesici o di alcol, rigetto di trapianto renale, diabete mellito e vasculite sistemica). Spesso nello stesso paziente più cause concorrono nel causare la malattia.
La nefropatia da analgesici è una causa importante di necrosi papillare. Il danno renale dovuto agli analgesici dipende dalla dose cumulativa assunta. In passato la maggior parte dei casi era provocata dalla fenacetina, mentre oggi i farmaci principalmente implicati sono il paracetamolo o acetaminofene, un metabolita della fenacetina, e l'acido acetilsalicilico. Il primo danneggia le cellule mediante fenomeni di ossidazione, il secondo determina ischemia dei tessuti mediante l'inbizione delle prostaglandine, molecole ad attività vasodilatatrice prodotte dall'organismo. Nei pazienti in trattamento con diversi analgesici si può avere una combinazione di diversi meccanismi di tossicità.

## Anatomia patologica
I reni colpiti, nel caso di nefropatia da analgesici, sono caratterizzati dalla presenza contemporanea di papille in vari stadi di necrosi, che si presentano a volte frammentate, distaccate o calcifiche. In altri contesti patologici, come nel diabete, la necrosi può invece riguardare tutte le papille contemporaneamente. 
Sulla superficie dell'organo, cioè sulla corticale, si osservano aree di atrofia che appaiono infossate, alternate a tratti di tessuto sano.
La microscopia ottica mostra inizialmente aree di necrosi sparse che poi confluiscono fino ad interessare l'intera papilla. A seconda della causa, la necrosi papillare può associarsi a varie lesioni a livello della corticale, che riguardano sia i tubuli con atrofia sia l'interstizio renale con infiammazione.

## Decorso clinico e complicanze
I segni e i sintomi sono variabili a seconda della causa e del tempo in cui si sviluppa la lesione. Frequenti sono la macroematuria (emissione di sangue con le urine), dovuta al distacco degli apici delle papille, e le coliche renali per ostruzione delle vie urinarie da parte degli stessi frammenti. Anche le infezioni delle vie urinarie sono molto comuni. 
Il grado di compromissione della funzionalità renale è variabile; la persistenza della causa (ad esempio l'assunzione del farmaco) porta solitamente ad un peggioramento della funzione dei reni fino alla malattia renale cronica terminale, mentre la rimozione della causa può determinare un miglioramento. Nelle necrosi papillari da abuso di analgesici una complicanza temibile è rappresentata dal carcinoma papillifero a cellule transizionali della pelvi renale, verosimilmente associato agli analgesici o ai loro metaboliti.